# Heino Kruus
Heino Kruus (russisch Хейно Рихардович Круус; * 30. September 1926 in Tallinn, Estland; † 24. Juni 2012) war ein estnischer Basketballspieler, der aufgrund der Besetzung seines Landes durch die Sowjetunion für diese international antrat.

## Sportliche Leistung
Von 1949 bis 1954 spielte Heino Kruus in der Basketballnationalmannschaft der UdSSR, mit der er bei den Olympischen Sommerspielen 1952 in Helsinki die Silbermedaille gewann. 1951 und 1953 errang Kruus mit dem sowjetischen Basketball-Team die Goldmedaille bei den Europameisterschaften. Kruus wurde mit seiner Basketballmannschaft estnischer Meister der Jahre 1946, 1947, 1949 (als Spieler) und 1954 und 1955 (als Trainer) sowie 1958 estnischer Meister im Handball (als Trainer). Von 1945 bis 1956 trat er zudem für die Mannschaft der Estnischen SSR an.
Von 1954 bis 1963 war Heino Kruus Trainer beim Verein Kalev in Tallinn und bildete sich gleichzeitig weiter. Er schloss 1960 sein Sportstudium an der Staatlichen Universität Tartu ab. Von 1963 bis 1988 war Kruus als Dozent tätig.